# Joris Frederik Ziesel

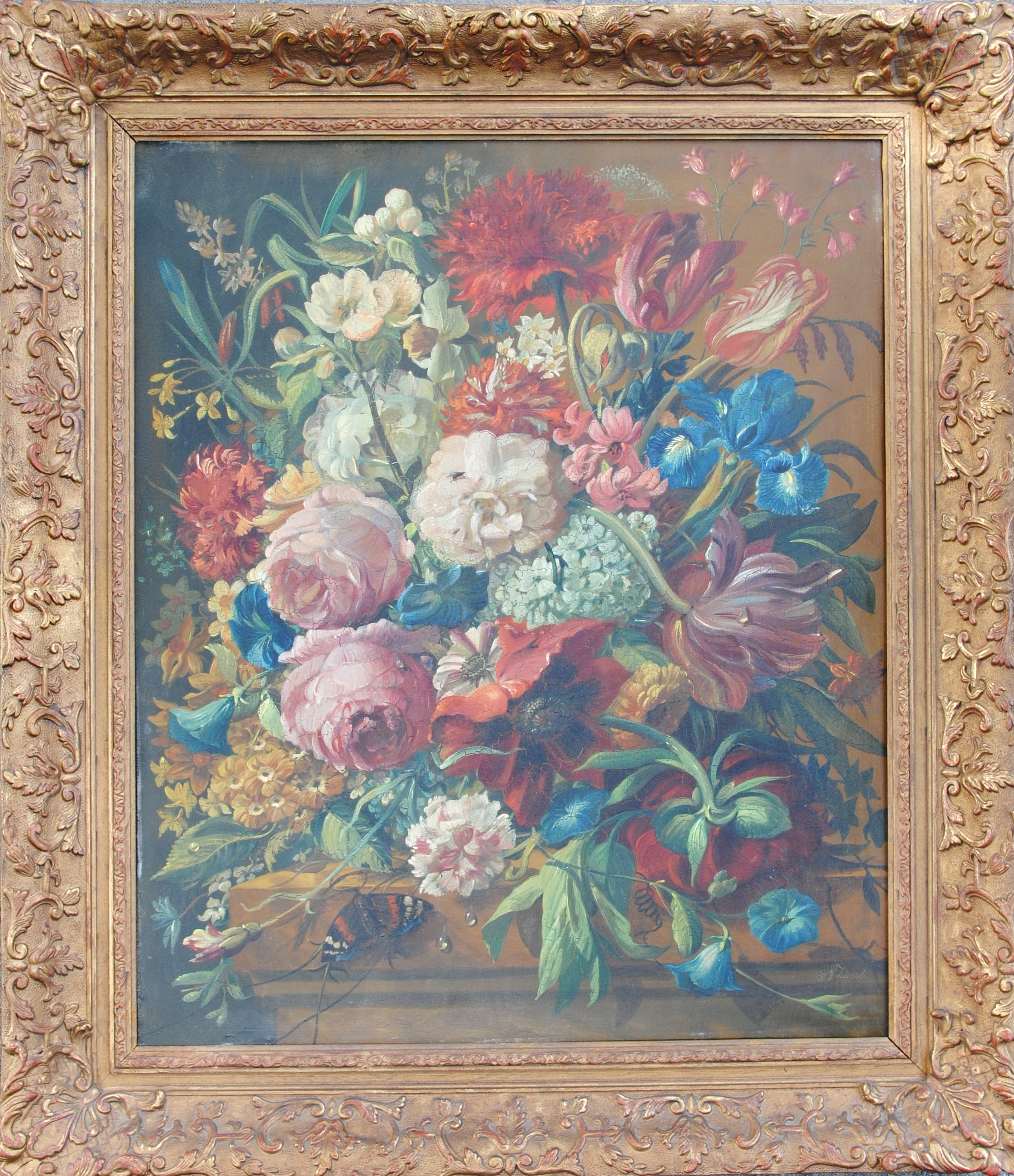
Bloemenstilleven, Collectie Stedelijk Museum Hoogstraten

Joris Frederik Ziesel (Hoogstraten, 15 april 1757 – Antwerpen, 26 juni 1809) was een schilder van stillevens. Zijn naam wordt ook geschreven als Georg Frederik Ziesel. Hij was een van de voornaamste stillevenschilders van zijn tijd in de Zuidelijke Nederlanden. Niet alleen schilderde hij bloemstukken en stillevens met bloemen en vruchten, maar ook taferelen met dood wild en vogelnestjes.

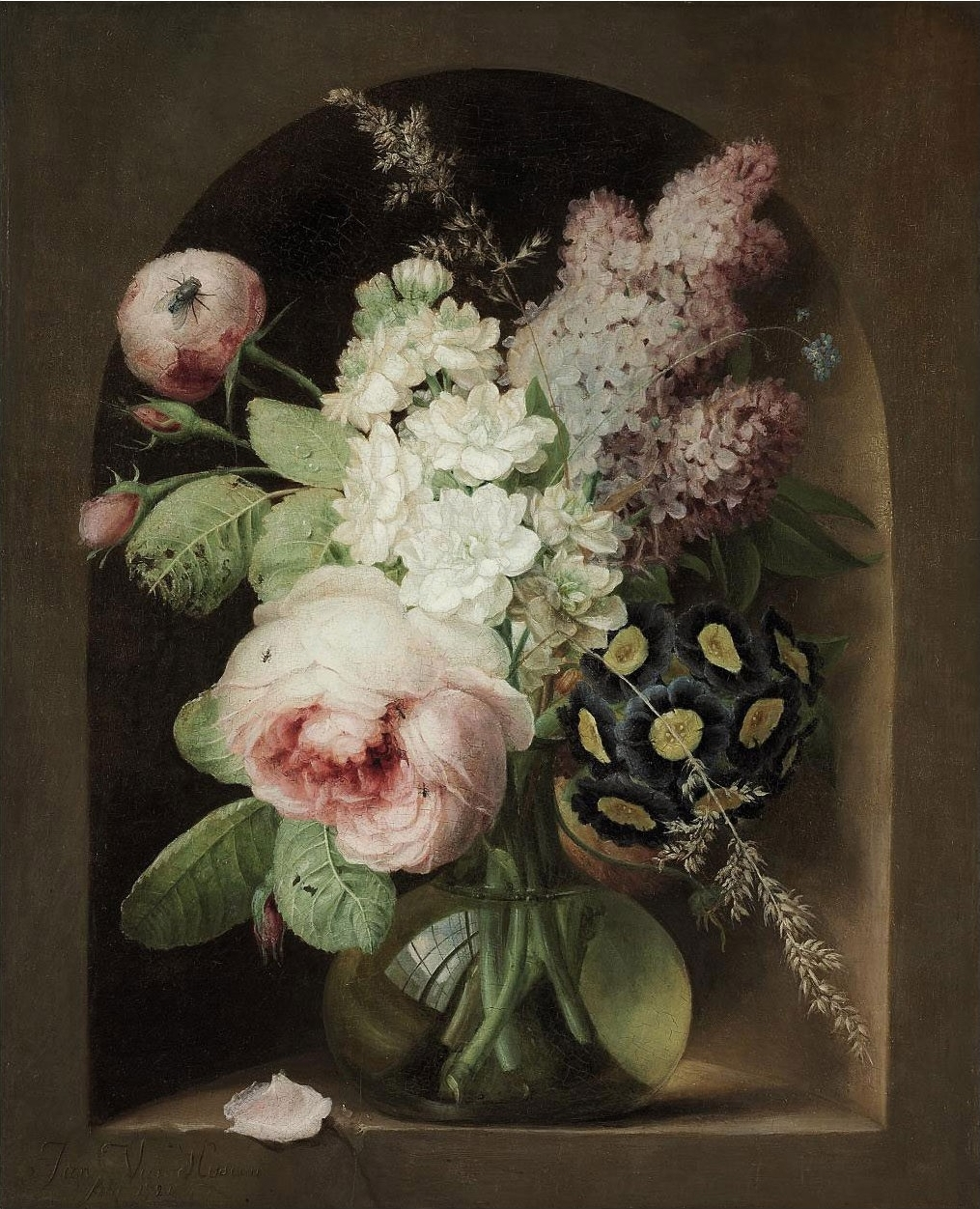
Rozen, hyacint en andere bloemen in een glazen vaas in een stenen nis

## Levensloop
Over Ziesel is weinig biografisch materiaal bekend. Hij werd geboren als zoon van Jan-Michiel Ziesel en Catharina Van Colen. Vanaf 1770, nadat hij wees geworden was, vindt men hem te Antwerpen, waar hij in dat jaar onder voogdijschap kwam van Norbertus Pineda. Ziesel huwde op 6 februari 1780 in de Sint-Andrieskerk met Suzanne-Catherina Abri. Het huwelijk bleef kinderloos. Zijn opleiding heeft hij wellicht niet aan de Antwerpse Academie genoten, omdat zijn naam niet in de inschrijvingsregisters voorkomt.
Tot de vriendenkring van Ziesel behoorden de stillevenschilder Pieter Faes, de dierenschilder Balthasar Paul Ommeganck en de portretschilder Frans Marcus Smits, die ook Ziesel op doek vereeuwigde. Ziesel verbleef vaak gedurende lange tijd te Parijs. Hij moet verder een somber, teruggetrokken bestaan geleid hebben.

## Tentoonstellingen
Zijn werken stelde hij tentoon in de schaarse kunstsalons van zijn tijd, bijv. te Antwerpen in 1805 en 1809 en te Gent in 1796, 1806 en 1808. Werk van hem was ook te zien in het Salon 1802 in Parijs, waar hij enkele jaren woonde. Hij schilderde zowel op paneel als op spiegelglas.

## Oeuvre en stijl
Stilistisch sluit hij volledig aan bij de stijl van het late rococo en het neoclassicisme, wat zijn bloemstillevens betreft. Het is de trant van bijv. van Huysum, van Spaendonck en – te Antwerpen – van Pieter Faes: een gladde afwerking, vage aflijningen, plaatsing van de bloemstukken op een marmeren tablet, veelal S-vormige opbouw van de bloemenmontage, die voor een zwierige slingerbeweging zorgt, zacht coloriet. De landschappen zijn dikwijls onbestemd, vaak wordt een bepaald landschap gesuggereerd.
Zijn werken zijn getekend “G.F. ZIESEL f”.

## Iconografie
Een portret van Ziesel door Smets berust in het Koninklijk Museum voor Schone Kunsten in Antwerpen.

## Musea
- Antwerpen, Koninklijk Museum voor Schone Kunsten: Bloemen (legaat van den Hecke – Baut de Rasmon);
- Hoogstraten, Stedelijk Museum Hoogstraten: Bloemenstilleven;
- Florence, Ufizzi (schilderij op glas).